# Toimi Alatalo
Toimi Johannes "Tommi" Alatalo, född 4 april 1929 i Savitaipale i Södra Karelen, död 4 maj 2014 i Savitaipale, var en finländsk längdåkare, som var aktiv under 1950- och 60-talen. Hans största triumf var guldet det finländska stafettlaget på 4 x 10 kilometer vid de OS 1960.